# Ópera Real da Valónia

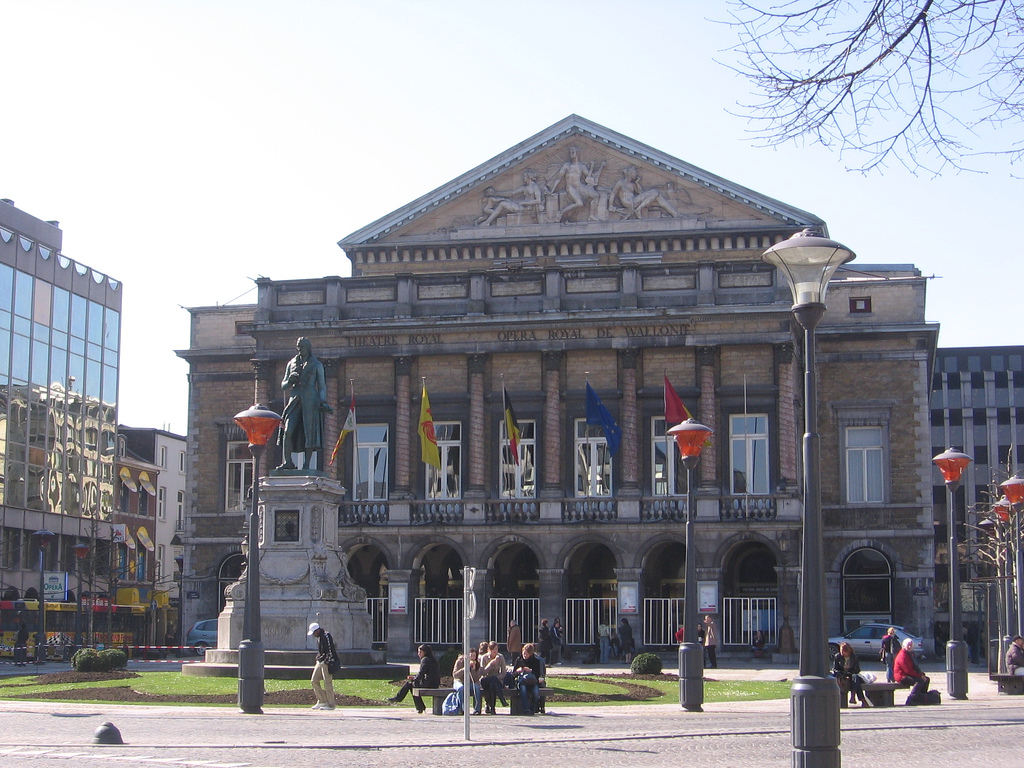

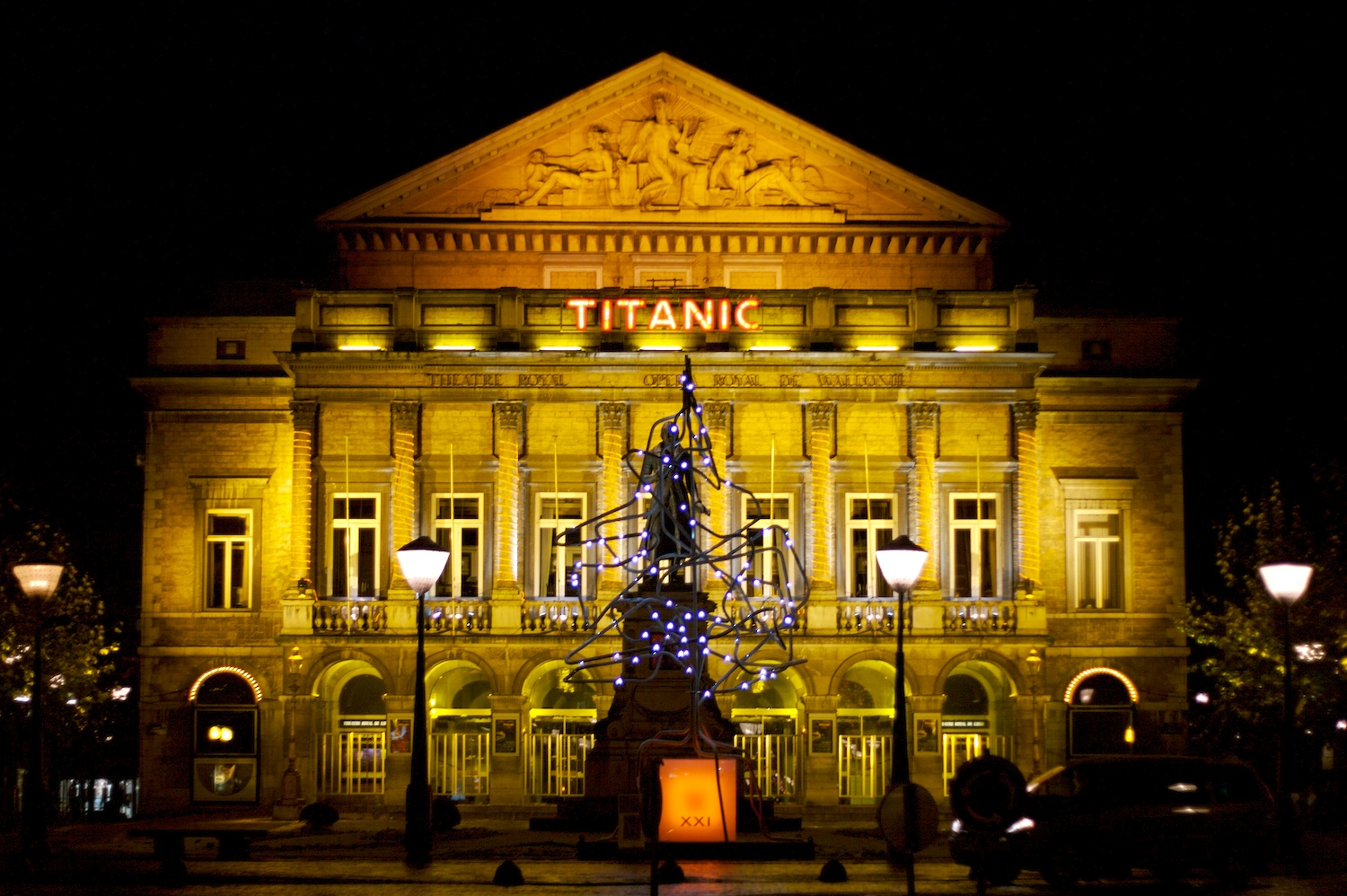

A Ópera Real da Valónia (em francês:  Opéra royal de Wallonie) é uma companhia de ópera da cidade de Liège, na Bélgica.
É uma das quatro casas de ópera da Bélgica com uma importante temporada anual, sendo as outras as de Bruxelas (De Munt/La Monnaie), Gant e Amberes (Der Vlaamse Opera).
Fundada em 1967, a companhia e o ballet do mesmo nome têm sede no Théâtre Royal de Liège, inaugurado em 1820, de estilo Neoclássico. Permanecu fechado durante a Primeira Guerra Mundial. O auditório tem capacidade para 1033 espectadores.